# Porąb (Puck)
Pour les articles homonymes, voir Porąb.
Porąb est une localité polonaise de la voïvodie de Poméranie et du powiat de Puck. 